# Bjerning Sogn
Bjerning Sogn er et sogn i Haderslev Domprovsti (Haderslev Stift).
Bjerning Sogn i Sønder Tyrstrup Herred har været anneks til Moltrup Sogn i Haderslev Herred. Begge herreder hørte til Haderslev Amt. Bjerning sognekommune blev ved kommunalreformen i 1970 indlemmet i Christiansfeld Kommune. Efter dens opløsning ved strukturreformen i 2007 kom Bjerning til Haderslev Kommune.
I Bjerning Sogn ligger også Bjerning Kirke.
I sognet findes følgende autoriserede stednavne:
- Bjerning (bebyggelse, ejerlav)
- Bjerninggård (landbrugsejendom)
- Errested (bebyggelse, ejerlav)
- Havremark (bebyggelse)
- Holme (areal)
- Kabdrup (bebyggelse)
- Rørkær (bebyggelse)
- Skovbølling (bebyggelse)
- Sønder Kabdrup (bebyggelse)
- Vesterskov (areal)
- Åbro (bebyggelse)

## Afstemningsresultat
Folkeafstemningen ved Genforeningen i 1920 gav i Bjerning Sogn 232 stemmer for Danmark, 20 for Tyskland. Af vælgerne var 56 tilrejst fra Danmark, 15 fra Tyskland. 